# Renault Zoe
Renault Zoe je petvratni električni avtomobil francoskega proizvajalca Renault. Avtomobil ima 22 kWh litij-ionsko baterijo, ki mu omogoča doseg okrog 210 kilometrov. Spredaj nameščeni električni motor ima moč 65 kW (88 KM) in 220 N·m navora. Teža vozila brez potnikov je 1468 kg.
Proizvodno verzijo so predstavili na Geneva Motor Show.
Cena v Franciji brez subvencij je 21 490 €, ja pa treba plačevati tudi leasing za baterijo.